# عامل فون ویلبراند

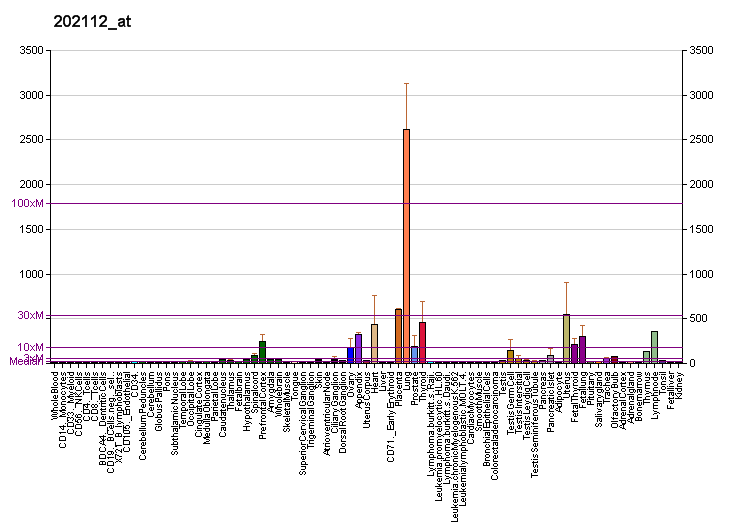
الگوی بیان ژن عامل فون ویلبران

عامل فون ویلبراند (انگلیسی: Von Willebrand factor) یکی از پروتئین‌های فاز حاد است که در هموستاز خونی نقش مهمی دارد. این پروتئین که برای چسبندگی پلاکت‌ها ضروری است توسط لایه درون رگی و مگاکاریوسیت‌ها و لایه‌های عروقی تولید می‌شود.
کمبود این پروتئین (vWF) در بیماری فون‌ویلبراند موجب اختلال انعقاد خون می‌شود. بیماری فون‌ویلبراند شایع‌ترین اختلال خون‌ریزی‌دهندهٔ ارثی است. این بیماری به افتخار پزشک فنلاندی اریک آدولف فون‌ویلبراند پس از اینکه اولین بار این بیماری را در سال ۱۹۲۶ شرح داد، نام‌گذاری شده است.استفاده از دسموپرسین در بیماران هموفیلی(نوع A) باعث افزایش فاکتور فون ویلبراند می‌شود.